# Обчислювальна гідродинаміка для зміни фази матеріалів
Обчислювальна гідродинаміка (Computational Fluid Dynamics (CFD)) моделювання та моделювання для зміни фази матеріалів (phase change materials (PCMs)) являє собою метод для аналізу продуктивності та поведінку PCMs.  Моделі CFD були успішними в вивченні та аналізі якості повітря, природної вентиляції і пошарової вентиляції, повітряного потоку ініційованої силами плавучості і температури простору для систем, інтегрованих з PCMs.  Прості форми, такі як плоскі пластини, циліндри або кільцеві труби, плавники, макро- і мікро-інкапсуляції з контейнерами різної форми часто моделюється в CFD програмне забезпечення, щоб вивчити.
Як правило, моделі CFD включають в себе усереднене моделювання Рейнольда рівняння Нав'є-Стокса (Reynold’s Averaged Navier-Stokes equation (RANS)) та велике вихрове моделювання (Large Eddy Simulation (LES)).  Збереження рівнянь маси, імпульсу та енергії (Навєр-Стокс) лінеалізуються, розрізняються і застосовуються до кінцевих об'ємів для отримання детального рішення для розподілу поля тиску повітря, швидкості та температури для обох приміщень, інтегрованих з PCMs.

## Визначальні рівняння

### Масове рівняння
{\displaystyle {\partial \rho  \over \partial t}+\nabla \cdot (\rho \mathbf {u} )=S_{m}}
де
- {\displaystyle \rho } це щільність рідини,
- {\displaystyle t} це час,
- {\displaystyle u} це поле вектора швидкості потоку,
- {\displaystyle S_{m}} є постійним.

### Рівняння енергії
{\displaystyle {\begin{aligned}{\partial (\rho {\mathbf {H} }) \over \partial t}+{\partial  \over \partial x_{j}}{(\rho *u_{j}*c_{p}*{\mathbf {T} })}={\partial  \over \partial x_{j}}(\lambda \cdot {\partial {\mathbf {T} } \over \partial x_{j}})+\mathbf {S_{E}} \end{aligned}}}
де
- {\displaystyle \rho } це масова щільність рідини,
- {\displaystyle S_{E}} є терміном джерела.

### Рівняння Нав'є Стокса
{\displaystyle \rho \left({\frac {\partial u_{i}}{\partial t}}+u_{j}{\frac {\partial u_{i}}{\partial x_{j}}}\right)=-{\frac {\partial p}{\partial x_{i}}}+\mu {\frac {\partial ^{2}u_{i}}{\partial x_{j}\partial x_{j}}}+f_{i}}
Тут f - "інші" сили тіла (на одиницю об'єму), такі як сила тяжіння або відцентрової сили. Термін зсувного стресу {\displaystyle {\displaystyle \nabla \cdot {\boldsymbol {\mathsf {T}}}}} стає {\displaystyle {\displaystyle \mu \nabla ^{2}\mathbf {v} }}, де {\displaystyle {\displaystyle \nabla ^{2}}} - вектор Лапласіана.

### Наближення Буссінеска турбулентної в'язкості
{\displaystyle -{\overline {\upsilon _{i}^{\prime }\upsilon _{j}^{\prime }}}=2\nu _{t}S_{ij}-{\frac {2}{3}}K\delta _{ij}}
де
- {\displaystyle S_{ij}} це середня швидкість тензора деформації,
- {\displaystyle \nu _{t}} це в'язкість вихрової турбулентності ,
- {\displaystyle K={\frac {1}{2}}{\overline {\upsilon _{i}'\upsilon _{i}'}}}  це кінетична енергія турбулентності,
- і {\displaystyle {\displaystyle \delta _{ij}}} це дельта Кронекера.

## Допущення
Як правило, використовується припущення :
- Нестисливої рідини;
- Наближення Буссінеска (щільність вважається постійною, за винятком терміну гравітаційні сили);
- Постійні тепло-фізичні властивості (властивості твердих і рідких станів вважаються рівними).

## Зміна фази моделі
Дві основні теплові характеристики зміни фази є відносини ентальпія-температура і температурний гістерезис.  PCMs, як правило, має різні ентальпії відносини температури через те, що вони являють собою суміш різних матеріалів, але чисті PCMs мають більш локалізовані відносини, які можна апроксимувати за допомогою одиничних значень температури і змін ентальпії фази.
Гістерезис це явище, яке викликає PCM, щоб розплавити і застигає в різних температурних діапазонах і з різними ентальпіями, що призводить до різних температурно-ентальпій кривої плавлення і замерзання.  Гістерезис відносяться до хімічних і кінетичним властивостям матеріалу.
Зазвичай використовується ентальпія-модель пористості в комерційних кодів CFD передбачає, лінійну залежність ентальпії температур і ігнорує гистерезис.
Альтернативним є використання методу ентальпії-пористість.  При використанні для імітації вітрил PCM і PCM пластинчастого ребра блок виробляє це передбачення розумної температури в глобальних умовах температури простору.  Однак є неточності в перехідному моделюванні, де залежать від часу РСМ і місцеві стіни і температура повітря становить інтерес.  Це по прибулому з використанням вихідних термінів, які вважають гистерезис і змінюється ставлення ентальпії температур.
Іноді використовуються моделі CFD-DEM.  Фазовий рух дискретних твердих частинок або частинок отримують за допомогою методу дискретного елементу (DEM), який застосовує закони руху Ньютона до кожної частки, а потік континуальної рідини описується локальними усередненими рівняннями Нав'є-Стокса, які можна вирішити за допомогою традиційних обчислювальних  динаміка рідин (Computational Fluid Dynamics (CFD)) .CFDEMcoupling (DCS Computing GmbH) - одна з таких інструментів для відкритих джерел для зв'язку CFD-DEM.

## Процес
Керуючі рівняння Дискретизації з використанням явного методу скінченних об'ємів.  Муфта швидкості-тиск буде вирішена шляхом прийняття методу дробових кроків.  Ухвалення ентальпії методи дозволяють працювати з фіксованою сіткою замість методу відстеження інтерфейсу.
Вихідний термін імпульсу призначений для моделювання наявності твердої речовини потрібно тільки в контрольних обсягах, які містять тверді і рідкі, а не в чистих твердих, що містять обсягах.
Остаточна форма терміну джерела коефіцієнта (S) залежить від наближення, прийнятим за поведінку потоку в «кашкоподібній зоні» (де змішані тверді і рідкі стани присутні).  Проте, в разі постійної температури зі зміною фази, інтерфейс тверде тіло-рідина повинна мати нескінченно малу ширину (хоча він не може бути тонше, ніж ширина обсягу однієї контрольної в нашому моделюванні);  Таким чином, препарат, який використовується для терміна джерела не дуже важливий в фізичному сенсі, до тих пір, як він керує, щоб довести швидкість до нуля в основному твердих контрольних обсягах і зникає, якщо обсяг містить чисту рідину.

## Додатки
- CFD додаток для прихованого зберігання теплової енергії в PCM

Різні CFD коди [1-3] були використані для моделювання та моделювання системи PCM, щоб зрозуміти механізм теплопередачі, процес тверднення та плавлення, розподіл температурного профілю та прогнозування потоку повітря.  Різні комерційні пакети були поєднані з аналізом CFD, щоб оцінити доцільність оцінки поведінки інтегрованої системи PCM.
- Моделювання CFD в PCM в мобілізованому зберіганні теплової енергії

Симульована поведінка теплопередачі PCM в мобілізованому термічному зберіганні енергії в процесі заряджання може бути успішно проведена моделюванням CFD. Метод густини рідин (The Volume-Of-Fluid(VOF)) використовується для розв'язку температурного розподілу в багатофазній,  2-мірній моделі на основі тиску.  Вона визначає механізм теплопередачі, час плавлення і вплив структури в процесі заряджання, використовуючи Fluent 12.1.  Використовуваними рівняннями керування є перетворення маси та рівняння безперервності.
- Аналіз CFD на вибір геометрії і типу PCM, які будуть використовуватися

Інтегральні, квазі-1D розрахунки повідомлялися  в основному для завдання провідності домінувало за допомогою CFD моделювання.  Було повідомлено, що з трьох геометрій (кубічних, циліндричних і сферичних), сферична капсула буде мати максимальну теплоту для теплоносія.  Крім того, можна зробити висновок, що гідрати солей на основі PCMs є кращим вибором над органічними PCMs.
- Аналіз CFD на PCM в оболонці і трубка  латентної акумульованої теплової системи

Ці системи розроблені таким чином, що зміна фази матеріалів, що знаходяться в частині оболонки модуля і проходу для потоку повітря через трубу.  Кон'югат сталого стану CFD аналізу теплопередачі був проведений для аналізу зміни витрат і температури теплоносія в системі.  Це відкриває шлях для відбору і оцінки геометричних параметрів і потоку, затвердіння PCM характеристики для заданих граничних умов.
Порівняльний аналіз, для подальшого підвищення ефективності та оболонки труби PCM також був виконаний за допомогою CFD аналізу.  Різні CFD моделі з різною конфігурацією, такі як штифти впроваджених на трубці з теплопередаючею текучим середовищем (HTF), що протікає в ній, з PCM навколо трубки, ребра вбудованих замість штифтів і різних конфігурацій ребер на трубі аналізує, використовуючи ANSYS код.